# Jacobaea auricula
Jacobaea auricula là một loài thực vật có hoa trong họ Cúc. Loài này được (Bourg. ex Coss.) Pelser mô tả khoa học đầu tiên năm 2006.